# Innocenty (Byakatonda)
Innocenty (ur. 1964) – burundyjski duchowny prawosławny w jurysdykcji Patriarchatu Aleksandrii, od 2018 r. metropolita Burundi i Rwandy.

## Życiorys
6 grudnia 2012 otrzymał chirotonię biskupią. Stanął na czele  diecezji Burundi i Rwandy. 26 listopada 2018 r., w związku z przekształceniem zarządzanej przezeń administratury w metropolię, został podniesiony do godności metropolity.